# شيفان دود
شيفان دود (بالإنجليزية: Siobhan Dowd)‏ (4 فبراير 1960، ليدز في المملكة المتحدة - 21 أغسطس 2007، أكسفورد في المملكة المتحدة)؛ كاتِبة ومؤلِّفة، مُتخصِّصة في أدب الأطفال، صحفية وروائية بريطانية. درست في جامعة غرينتش.